# Piolenc
Piolenc là một xã trong tỉnh Vaucluse thuộc vùng Provence-Alpes-Côte d’Azur ở đông nam nước Pháp. Xã này nằm ở khu vực có độ cao trung bình 47 mét trên mực nước biển.
Piolenc có cự ly 6 km (3,7 mi) về phía bắc Orange, và khoảng 27 km (17 mi) về phía bắc Avignon.

## Người địa phương nổi tiếng
Piolenc là nơi sinh của:
- Jean-Louis Trintignant (sinh 1930), diễn viên
- André-Philippe Corsin (1773-1854)